# Rohasche
Als Rohasche wird der Anteil anorganischer Bestandteile in Tierfutter bezeichnet. Rohasche ist Bestandteil der Pflichtdeklaration auf Futtermittelverpackungen.

## Bestimmung
Die Rohasche entspricht dem Anteil, der übrig bleibt, wenn das Futter (bestehend aus Proteinen, Fetten, Kohlenhydraten, organischen und anorganischen Verbindungen) bei 550° Celsius während sechs Stunden verascht wird. Bei hochwertigem Tierfutter entspricht der Rohaschegehalt dem Mineralstoffgehalt (z. B. Calcium, Phosphor, Eisen, Kupfer, Zink, Mangan, Jod, Selen, Kobalt oder Natrium) plus dem natürlichen Rohaschegehalt der einzelnen Zutaten. Bei minderwertigem Tierfutter können Verunreinigungen durch Sand oder Erde vorliegen. Um zu prüfen, ob Sand, Erde oder andere anorganische Verunreinigungen vorliegen, wird die Rohasche nach dem Veraschen mit Salzsäure versetzt, wobei die Reinasche übrigbleibt. Verschmutzungen durch Erde mit hohem Humus-Anteil können allerdings durch diese Methode nicht festgestellt werden, da der Humus im Prozess der Veraschung ebenfalls verbrennt. Organische Mineralfuttermittel haben einen hohen Rohaschegehalt, diese dürfen gemäß Futtermittelrecht nur als solche bezeichnet werden, wenn sie mindestens 40 % Rohasche enthalten.

## Bedeutung

### Verträglichkeit
Das Verhältnis von Protein- zu Rohaschegehalt wird als ein Indikator für die Verdaulichkeit eines Futtermittels verwendet. Die Verdaulichkeit sinkt mit steigendem Rohasche-Anteil. Zudem dient das Verhältnis als Hinweis darauf, wie viel Protein das Futtermittel zur Verfügung stellt. Der Proteinbedarf variiert bei verschiedenen Arten, zum Beispiel benötigen Katzen einen höheren Proteinanteil im Futtermittel, da sie einen höheren Proteinverbrauch als etwa Hunde haben.

### Silierbarkeit
Bei steigendem Rohaschegehalt sinkt die Silierbarkeit von Futtermitteln. Das Absinken des pH-Werts wird durch die hohe Pufferkapazität behindert und mehr Milchsäure muss zur Senkung des pH durch Gärung produziert werden. Bei zu hohen Rohasche-Anteilen kann eine Fehlgärung, zum Beispiel Buttersäuregärung durch Clostridien, eintreten.